# ديفيد غرازيانو
ديفيد غرازيانو كاتب ومنتج وكاتب مسرحي أمريكي حائز على جوائز. بدأت حياته المهنية عندما تم إنتاج وعرض إحدى مسرحياته في مهرجان هيومانا في لويزفيل، كنتاكي في عام 1998. بعد إجراء مقابلة معه في الإذاعة العامة الوطنية، بدأ الكتابة في برنامج جي جي أبرامز التلفزيوني فيليسيتي. في عام 2010، وقع صفقة مع تلفزيون 20th.